# Mtwara (Distrikt)
Mtwara (auch Mtwara Rural) ist ein Distrikt in der tansanischen Region Mtwara. Er grenzt im Norden an die Region Lindi, im Osten an den Distrikt Mtwara (MC) und an den Pazifischen Ozean, im Süden an Mosambik und im Westen an den Distrikt Nanyamba (TC).

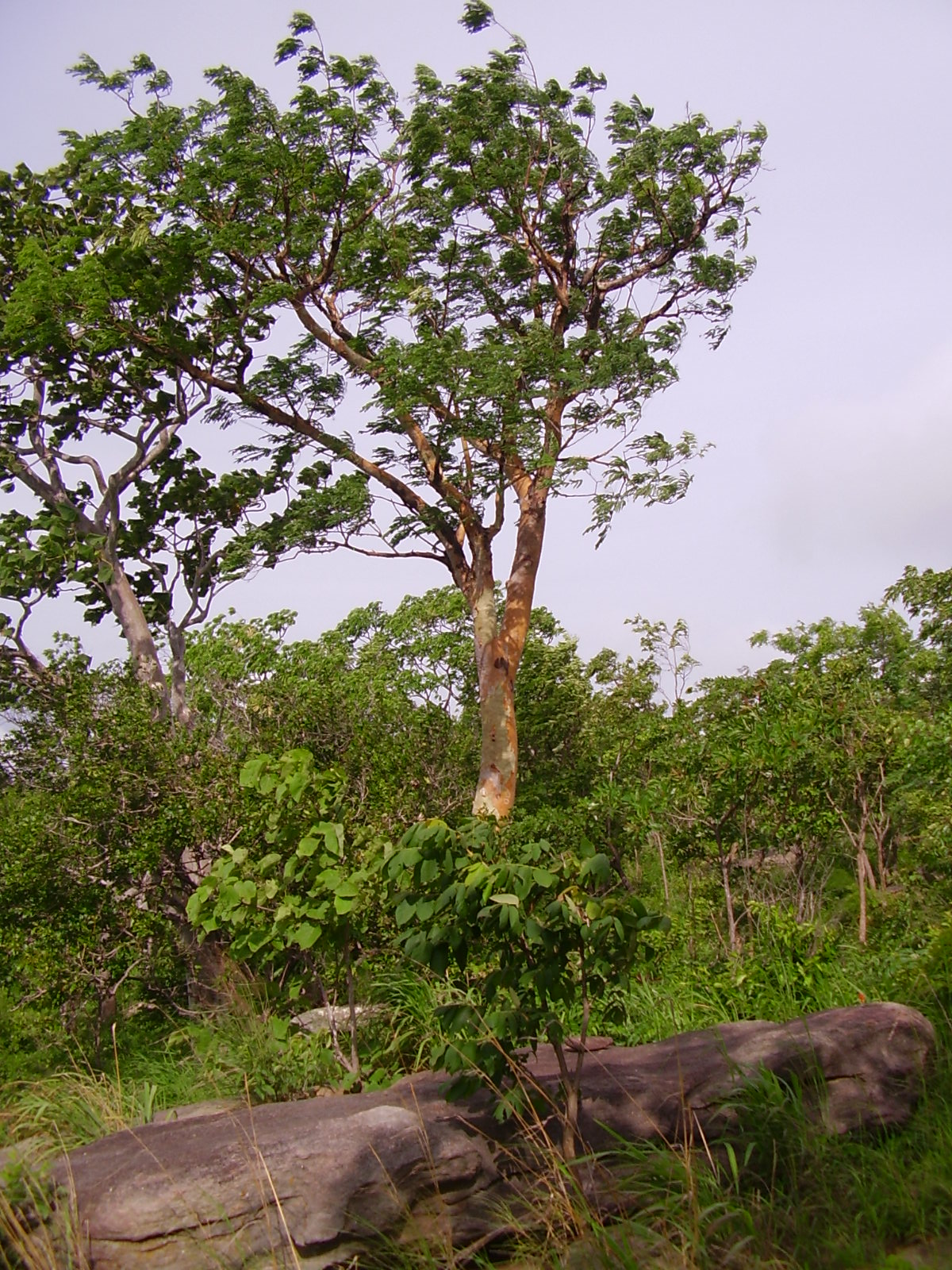
Miombo-Wald auf dem Makonde-Plateau

## Geographie
Der Distrikt liegt im südöstlichsten Teil von Tansania und hat eine Fläche von 3692 Quadratkilometern und 158.504 Einwohner (Volkszählung 2022).
Das Land steigt von Osten, der Küste des Indischen Ozeans, nach Westen auf das Makonde-Plateau an, das 350 Meter über dem Meeresspiegel liegt. Die Niederschläge von durchschnittlich 800 bis 900 Millimeter im Jahr fallen hauptsächlich in den Monaten November bis Mai. In dieser Regenzeit ist es auch kühler bei Temperaturen um 23 Grad Celsius. Die Trockenzeit von Juni bis Oktober ist mit 30 Grad Celsius wesentlich wärmer.

## Geschichte
Das Wort Mtwara leitet sich vom Kannada-Wort „tragen“ ab.

## Verwaltungsgliederung
Der Distrikt besteht aus dem Wahlkreis (Jimbo) Mtwara Vijijini, der 21 Bezirke (Kata) enthält:
- Madimba
- Ziwani
- Nanguruwe
- Mahurunga
- Dihimba
- Kitere
- Ndumbwe
- Mayanga
- Naumbu
- Libobe
- Mpapura
- Muungano
- Mbawala
- Msanga Mkuu
- Tangazo
- Lipwidi
- Mangopachanne
- Mkunwa
- Moma
- Msimbati
- Nalingu

| Im Distrikt leben vor allem Makonde. Der Anteil der Analphabeten bei den über Fünfjährigen lag auf dem Land bei 44 und in der Stadt bei 20 Prozent (Stand 2012). Die nebenstehende Grafik zeigt die Sprachkenntnisse des Distrikts im Vergleich zum Stadt-Distrikt Mtwara (MC) | Hier fehlt eine Grafik, die leider im Moment aus technischen Gründen nicht angezeigt werden kann. Wir arbeiten daran! |

- Bildung: Im Jahr 2012 hatten von den über Fünfjährigen 31 Prozent der Bevölkerung eine abgeschlossene Schulbildung. Jeweils rund ein Zehntel hatte die Schule abgebrochen und ein Viertel besuchte gerade eine Schule. Der Anteil der Bevölkerung, die nie eine Schule besucht hatte, war 38 Prozent.[8]
- Gesundheit: Im Distrikt gibt es 3 Gesundheitszentren und 26 Apotheken.[9]
- Wasser: 22 Prozent der Bevölkerung versorgten sich aus Schachtbrunnen, 23 Prozent aus Flüssen oder Seen, 11 Prozent sammelten Regenwasser und etwa 10 Prozent hatten Zugang zu einer ungesicherten Quelle (Stand 2012).[10]

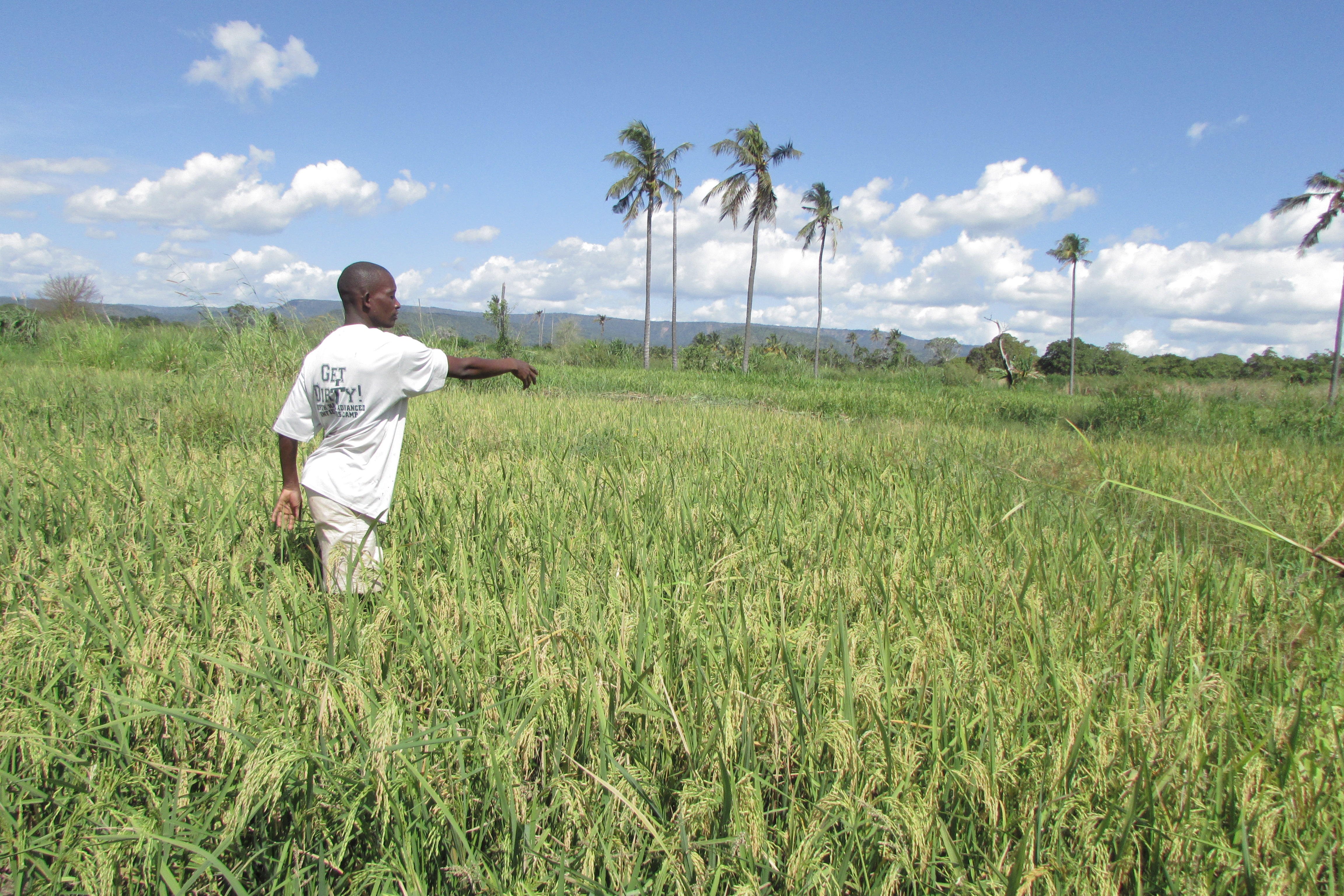
Reisanbau im Distrikt Mtwara

## Wirtschaft und Infrastruktur
Mtwara ist einer der ärmsten Distrikte von Tansania. Die wichtigste Wirtschaftszweig ist die Landwirtschaft, an der Küste gewinnt der Fischfang an Bedeutung.
- Landwirtschaft: Drei Viertel des Distrikt-Einkommens generiert die Landwirtschaft. Die durchschnittliche Größe der Bauernhöfe liegt zwischen eineinhalb und dreieinhalb Hektar. Hauptsächlich angebaut werden Hirse, Cashewnüsse, Erdnüsse, Mais, Reis, Maniok, Hülsenfrüchte und Kokosnüsse.[11] Auf 96 Prozent der Bauernhöfen werden Nutztiere gehalten, vor allem Geflügel, aber auch Ziegen und Rinder.[12]
- Fischfang: An der Küste gibt es 27 Fischerdörfer. Der wachsende Sektor beschäftigt 6000 Menschen (Stand 2014).[11]
- Industrie und Gewerbe: Im Distrikt gibt es nur kleine Gewerbebetriebe, die insgesamt 8000 Arbeiter beschäftigen. Die Aktivitäten umfassen Tischlerei, Ziegelherstellung, Schneiderei und Bau.[11]
- Erdgas: In der Bucht von Mnazi wird Erdgas gefunden.[13]
- Straßen: Die einzige Fernverkehrsstraße führt von der Stadt Mtwara nach Norden, die Küste entlang, nach Lindi.[14]